# Roquette Incendiaire de Type 4 (RoSa)
 (juin 2024).
La mise en forme du texte ne suit pas les recommandations de Wikipédia : il faut le « wikifier ».
Les points d'amélioration suivants sont les cas les plus fréquents. Le détail des points à revoir est peut-être précisé sur la page de discussion.
- Les titres sont pré-formatés par le logiciel. Ils ne sont ni en capitales, ni en gras.
- Le texte ne doit pas être écrit en capitales (les noms de famille non plus), ni en gras, ni en italique, ni en « petit »…
- Le gras n'est utilisé que pour surligner le titre de l'article dans l'introduction, une seule fois.
- L'italique est rarement utilisé : mots en langue étrangère, titres d'œuvres, noms de bateaux, etc.
- Les citations ne sont pas en italique mais en corps de texte normal. Elles sont entourées par des guillemets français : « et ».
- Les listes à puces sont à éviter, des paragraphes rédigés étant largement préférés. Les tableaux sont à réserver à la présentation de données structurées (résultats, etc.).
- Les appels de note de bas de page (petits chiffres en exposant, introduits par l'outil «  Source ») sont à placer entre la fin de phrase et le point final[comme ça].
- Les liens internes (vers d'autres articles de Wikipédia) sont à choisir avec parcimonie. Créez des liens vers des articles approfondissant le sujet. Les termes génériques sans rapport avec le sujet sont à éviter, ainsi que les répétitions de liens vers un même terme.
- Les liens externes sont à placer uniquement dans une section « Liens externes », à la fin de l'article. Ces liens sont à choisir avec parcimonie suivant les règles définies. Si un lien sert de source à l'article, son insertion dans le texte est à faire par les notes de bas de page.
- La présentation des références doit suivre les conventions bibliographiques. Il est recommandé d'utiliser les modèles {{Ouvrage}}, {{Chapitre}}, {{Article}}, {{Lien web}} et/ou {{Bibliographie}}. Le mode d'édition visuel peut mettre en forme automatiquement les références.
- Insérer une infobox (cadre d'informations à droite) n'est pas obligatoire pour parachever la mise en page.

Pour une aide détaillée, merci de consulter Aide:Wikification.
Si vous pensez que ces points ont été résolus, vous pouvez retirer ce bandeau et améliorer la mise en forme d'un autre article.
Les roquettes incendiaires de type 4 (ロケット四式焼霰弾, Roketto Yon-shiki Shō-san-dan), parfois juste RoSa-dan (ロサ弾, "roquette incendiaire", abréviation du nom) étaient des roquettes antiaériennes utilisées par la Marine Impériale Japonaise lors de la Seconde Guerre Mondiale, combinant des éléments shrapnel incendiaire.
Cette roquette était déployée sur le lance-roquettes de 12 cm à 28 tubes (十二糎二八連装噴進砲, 12 Senchi 28 Rensō Funshinhō), un lance-roquettes spécialement conçu, et équipés sur certains porte-avions et cuirassés japonais, durant les années 1944-1945, ayant été utilisé pour la première fois en combat en octobre 1944. Il a également été déployé au chantier naval de Kure pour assurer une couverture antiaérienne. Ce lance-roquettes utilisait le support de triple canons AA de 25 mm avec des modifications mineures.
La roquette est désignée en japonais avec l'emprunt à l'anglais "rocketto", mais reste classifiée comme étant un obus (弾), empruntant en partie la technologie utilisée par obus anti-aérien de Type 3 "San Shiki".
Ces roquettes devaient servir pour appliquer des tirs de barrage anti-aériens, étant notamment équipées sur des raques lance-roquettes de 28 roquettes, dressant un mur de feu détruisant tout avion y passant. Cependant, tout comme l'obus sanshiki, ces roquettes étaient peu efficaces, manquant entre autres de rayon d'effet.

## Spécifications

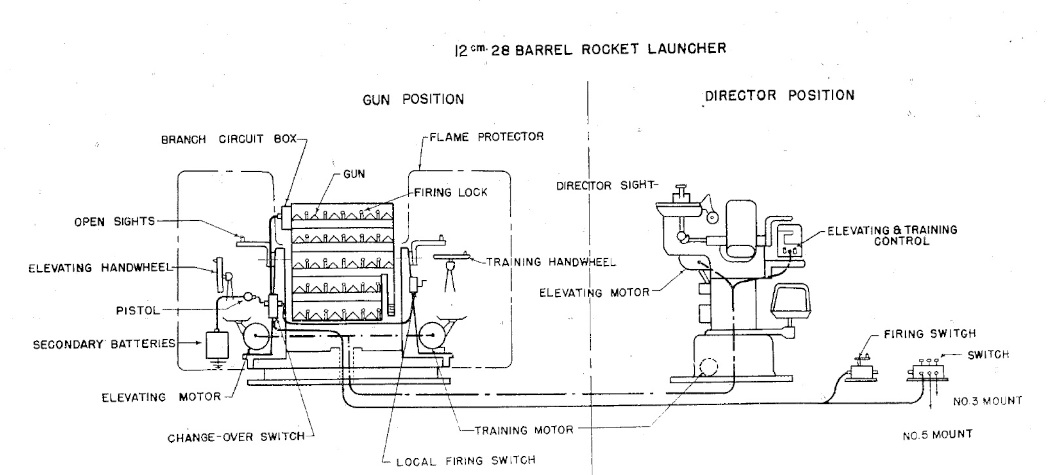
Schéma de la connectique entre le lanceur et la conduite de tir de type 94.

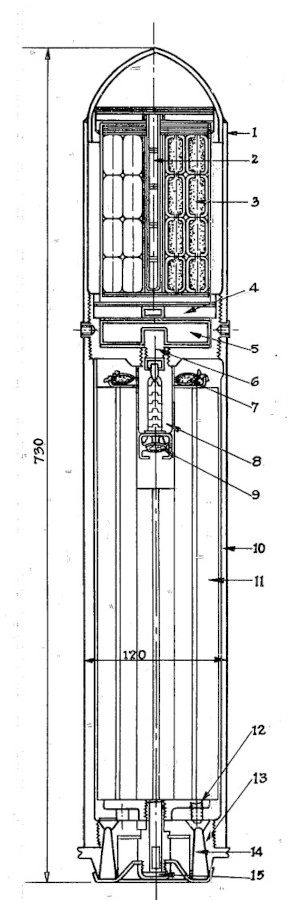
Coupe d'une roquette RoSa.

Ces roquettes faisaient 12 cm de diamètre pour 73 cm de long, et pesaient 24 kg. Similaire au "San Shiki", ces roquettes étaient composées d'un ensemble de,:
- 24 charges incendiaires, qui une fois la roquette explosée, s'allumaient et formaient de longues flammes,
- Deux charges explosives de 0,5 kg, servant à créer un cône de dispersion de 40 ° et de 30 m de diamètre, pour créer le mur de barrage,
- Une fusée d'ogive, permettant de régler l'altitude de déclenchement de la charge explosive, et étant ajustable à 1 000 m ou 1 500 m,
- 6 moteur-fusées et leur carburant, servant à la propulsion, ayant une portée maximale de 4 800 m.
  - Les moteurs étaient agencés de sorte à donner un mouvement de rotation, stabilisant la roquette en vol.
  - Ils utilisaient comme carburant du "Spécial DT6", sous forme de tubes solides de 3,4 kg de poudre sans fumée, composée de 30 % Nitroglycérine, 60 % Nitrocellulose, 3 % centralite (diéthyl-diphénylurée), et 7 % mononitro naphtaline.

Ces roquettes étaient déployées sur des raques lance-roquettes d'une capacité de 28 tubes, chacun d'une longueur de 1 m, et reliés au système de conduite de tire antiaérien du navire. Les roquettes étaient tirées par paires, avec la capacité de tirer les 14 salves en seulement 10 s, et atteignant une vitesse de 200 m/s.
Les roquettes avaient une portée maximale de 4,8 km, avec une hauteur maximale de 2,6 km.

## Voir également
- San Shiki (obus anti-aérien), utilisant une technologie similaire.